# Conchocarpus gaudichaudianus
Conchocarpus gaudichaudianus är en vinruteväxtart. Conchocarpus gaudichaudianus ingår i släktet Conchocarpus och familjen vinruteväxter.

## Underarter
Arten delas in i följande underarter:
- C. g. bahiensis
- C. g. gaudichaudianus